# 誰かのために出来ること〜Innocent Identity〜
『誰かのために出来ること〜INNOCENT IDENTITY〜』は、2009年2月27日にフェルミ feat.戯画より発売された18禁美少女アドベンチャーゲームである。

## ストーリー
相場貴也は古いアパートの管理人として孤独に暮らしながら学園と家を往復するだけの退屈な日々を過ごしていたが、転校生のあやとの出逢いやアパートでの同居をきっかけに、その生活がだんだん変化していく。

## 登場人物

### 主人公
相場 貴也（あいば たかや）
本作の主人公。親の転勤のため、祖母が持つ年期の行ったアパートの管理人となったが、あまりにボロいため住人が集まらず、たった一人で暮らしていた。食事はコンビニ弁当と購買のパンが多く、たまに自炊したり未鈴に作ってもらったりする。平凡な日常から脱却したいといつも願っていたが、あやの転校とアパートへの引っ越しを機に、その生活がだんだん変化していく。

### ヒロイン
御波 あや（みなみ あや）
声：金田まひる
田舎から貴也の学校に転校してきた。小柄で幼い外見で、背と胸が小さいことがコンプレックス。会話に冗談を多用する。転校前はお店が雑貨屋1軒しかないような田舎で暮らしていて、カラオケやファミレスに入ったことがなく、携帯やネットを使ったこともなかった。当初は学校まで電車で通学していたが、その後貴也のアパートに引っ越してきた。方向音痴。極端な「マヨラー」で、どんな料理にもマヨネーズをかける。
新宮 未鈴（しんぐう みすず）
声：茶谷やすら
貴也の幼馴染で、由緒ある神社の巫女。宮司の父親と2人暮らし。おっとりとした性格で、毎朝のあいさつとして貴也に後ろから抱きつくのが日課。料理は得意で、貴也のために時々食事や弁当を作っている。
東堂 静奈（とうどう しずな）
声：如月葵
貴也の1つ上の先輩。帰国子女で数カ国語を話し、ヴァイオリンを嗜む。お嬢様然とした雰囲気から校内の男子に人気がある。生き物が好きで、ゴールデン・レトリバーのトレンチを飼っている。民間軍事会社に勤めている父親に付いて世界の紛争地域を回ってきたため、物音や気配に敏感で、護身術も身につけている。
広沢 柚理（ひろさわ ゆずり）
声：このかなみ
貴也の1つ下の後輩。化学者の家系で、自分も薬剤師の資格を持っており、放課後に化学室で薬作りをしている（学校公認）。自分の名字を嫌っているため、周りには下の名前「柚理」で呼ばせている。低血圧で5～6時間目はいつも寝ており、放課後は寝起きなのでボーッとしている。

### サブキャラクター
下村 圭一（しもむら けいいち）
声：伊藤映司
貴也の悪友。ネットやPCに没頭していて、くだらないネタや噂話を集めるのが好き。ハッキングも趣味としている。
南雲 綺更（なぐも きさら）
声：韮井叶
柚理のクラスメイトで親友。ポニーテールでハキハキしゃべる。
下村 聡美（しもむら さとみ）
声：楠鈴音
圭一の姉。雑誌社に勤めている。
白柳（しらやなぎ）
声：事務台車
大きな屋敷に住む老人。静奈の父親が屋敷で働いている。

## スタッフ
- シナリオ：秋津環、さとぴぃ、田浜正成
- 原画：Rけん、ミヨルノユメギ
- 音楽：KYOUKO IDE
- オープニングテーマ：「誰かのために出来ること～INNOCENT IDENTITY～」
  - 歌：KIRIKO
  - 作詞：フェルミ
  - 作・編曲：KYOUKO IDE
- エンディングテーマ：「Bird Fly」
  - 歌：東迦きや
  - 作詞：フェルミ
  - 作・編曲：KYOUKO IDE